# 齋藤正勝
齋藤 正勝（さいとう まさかつ、1966年5月13日 - ）は、日本の企業家。カブドットコム証券（現・auカブコム証券）株式会社代表取締役社長。一般社団法人日本STO協会副会長。
「カブドットコム証券」を立ち上げたメンバーの一人。

## 略歴
東京都生まれ。1989年、多摩美術大学美術学部芸術学科卒業。学生時代は、大学そっちのけで音楽にのめり込みプロの道を模索する。大学卒業後、野村システムサービス入社。システムエンジニアとして働く。
1993年、第一證券株式会社へ転職。同社は不良債権を抱えた親会社日本長期信用銀行ともども経営危機に陥る。この頃から、ネット証券会社の設立構想を抱き始め、自ら会社を立ち上げるための、出資先を探し歩く日々を過ごす。仲間とネット証券設立に動き出したところで、当時伊藤忠商事でIT部門担当だった小林栄三社長と出会う。1998年10月、伊藤忠商事株式会社へ契約社員として転職。日本オンライン証券設立に伴い入社し情報システム部長に就任。しかし、ITバブル崩壊 ( インターネット・バブル ) で市況は低迷。増資が必要でもどこも応じない。取締役部長として個人で駆け回り、親戚にも10万円単位で借り、また消費者金融へも通い最終的に4000万円集めた。
2001年、日本オンライン証券は旧三和銀行系列のイー・ウイング証券と合併しカブドットコム証券として発足。2002年、最高業務執行責任者に就任。1年目に黒字化を達成し、2年目に累損損失を解消する。2004年より代表執行役社長。2005年6月から取締役を兼務。（2019年12月、監査役会設置会社への移行により、代表取締役社長。）
2009年、カブドットコム証券社員によるインサイダー取引事件に関する調査報告書の中で、そのきっかけとなった齋藤による「不用意なメール管理」に加え、その言動や人事処分などによる「会社に対する忠誠心を失わせる環境」が問題の根源と指摘された上で、「個人商店」の感覚からの意識改革が再発防止策のトップに挙げられた。2019年一般社団法人日本STO協会副会長。

## 主な著作
- 『本気論―フリーターから東証一部上場企業の社長になった男の成功法』 かんき出版、2005年。
- 『“すごい逸材”になれ!!』三笠書房、2007年。
- 『カブドットコム流 勝ち残り法則80ヵ条』 講談社、2008年